# Evan Huffman
Evan Huffman (El Dorado Hills, Califòrnia, 7 de gener de 1990) és un ciclista estatunidenc, professional des del 2013. Actualment corre a l'equip Rally Cycling.

## Palmarès
- 2008
  -  Campió dels Estats Units júnior en ruta
- 2012
  -  Campió dels Estats Units sub-23 en contrarellotge
  - Vencedor d'una etapa del Tour de Gila
- 2015
  - Vencedor d'una etapa de la Volta a la Independència Nacional
- 2016
  - 1r al North Star Grand Prix i vencedor d'una etapa
  - Vencedor d'una etapa del Tour d'Alberta
- 2017
  - 1r al Tour de Gila i vencedor d'una etapa
  - 1r al Tour d'Alberta i vencedor d'una etapa
  - Vencedor de 2 etapes a la Volta a Califòrnia
  - Vencedor d'una etapa de la Cascade Cycling Classic